# Єроним (Врансько)
Єроним (словен. Jeronim) — поселення в общині Врансько, Савинський регіон, Словенія. 
Висота над рівнем моря: 410,3 м.